# Veljko Vlahović
Velimir Veljko Vlahović (Trmanje, kraj Kolašina, 2. rujna 1914. – Ženeva, 7. ožujka 1975.), borac u Španjolskom građanskom ratu, jugoslavenski političar i narodni heroj Jugoslavije.

## Životopis
Rođen je 1914. godine u selu Trmanje, kraj Kolašina. Osnovnu školu završio je u rodnom mjestu, a gimnaziju u Podgorici, Nikšiću i Beogradu. Studirao je strojarstvo na Tehničkom fakultetu u Beogradu, Pragu, na Sorboni (u Parizu) i diplomirao na Sveučilištu u Moskvi.
U Beogradu je 1932. godine izabran za tajnika Udruženja srednjoškolaca beogradskih gimnazija, koje je tada bilo jezgra revolucionarnog, srednjoškolskog pokreta. U SKOJ je primljen 1933., a u KPJ 1935. godine, kao već istaknuti studentski aktivist.
Sredinom tridesetih godina, Vlahović je već bio jedan od istaknutih organizatora i rukovoditelja borbe beogradskih studenata za autonomiju Sveučilišta, slobodu znanosti i kulture, protiv nacionalističkih udruženja i policijske represije, za demokratske slobode i društveni napredak zemlje. Bio je član od osnivanja, a od 1935. do srpnja 1936. godine, i predsjednik Akcijskog odbora stručnih studentskih udruženja na Beogradskom sveučilištu, i jedan od istaknutijih organizatora i rukovoditelja velikih studentskih štrajkova (veljača 1935. i 4. travnja 1936.) u Beogradu. Zbog toga je uhićen i interniran u koncentracijski logor kraj Višegrada (od 14. veljače do 20. ožujka 1935.) i isključen sa Sveučilišta za 1935/'36. godinu. Prije i tijekom štrajkova putovao je u Zagreb i Ljubljanu zbog koordinacije zajedničke akcije studenata ova tri velika sveučilišta protiv tadašnjeg režima.
Zajedno s Ivom Lolom Ribarom sudjelovao je u formiranju akcijskih komiteta i u pripremama jugoslavenske studentske delegacije za Svjetski omladinski kongres u Ženevi, održan u jesen 1936. godine.
Polovinom 1936. godine, po odluci partijskog rukovodstva na Sveučilištu, da bi izbjegao uhićenje, otputovao je u Prag, gdje se odmah uključio u rad partijske organizacije jugoslavenskih studenata u ovom gradu, i ubrzo je bio izabran za zamjenika tajnika partijske organizacije.

### Španjolski građanski rat
Sudjelovao je u španjolskom građanskom ratu, kao borac Internacionalnih brigada. Krajem siječnja 1937. godine, sa skupinom od 26 jugoslavenskih studenata, iz Praga se ilegalno, preko Pariza, prebacio u Španjolsku. Iz prvih dana njegova boravka u Španjolskoj potječe i njegovo poznato pismo studentima Beogradskog sveučilišta, u kome ih poziva na akciju davanja pomoći španjolskom narodu u borbi za njegovu slobodu.
Borio se u Balkanskom internacionalnom bataljunu "Dimitrov" i počeo "da polaže ispite iz velike lekcije povijesti", kako je nazivao borbu za španjolsku republiku. U bici na Jarami, 14. veljače 1937. teško je bio ranjen u desnu nogu, od koje mu je dio bio amputiran.
U Španjolskoj je isprva radio u kadrovskoj sekciji Baze internacionalnih brigada u Albaceti, a zatim je bio pomoćnik načelnika za kadrove Balkanske internacionalne brigade. Poslije toga je radio u Komesarijatu internacionalnih brigada u Madridu i Barceloni, a zatim u Centru za evakuaciju boraca internacionalnih brigada u S'Agara. U drugoj polovici 1937. godine, poslije smrti Blagoja Parovića, izvjesno vrijeme je bio i urednik lista "Dimitrovac". Posljednja funkcija u španjolskoj republikanskoj vojsci bila mu je politički komesar bataljuna.
Poslije prelaska u Pariz, od Centralnog komiteta KPJ dobio je zadatak da organizira tehniku i dokumente za ilegalni i legalni povratak u zemlju jugoslavenskih dobrovoljaca iz španjolskog građanskog rata. U Francuskoj je djelovao i kao član Partijskog biroa nekoliko partijskih ćelija u Parizu. U Parizu se prvi put susreo s Josipom Brozom Titom, i od tada je jedan od njegovih najbližih suradnika i dosljednih sljedbenika. Dok je boravio i radio u Parizu, izabran je 1939. godine za člana CK SKOJ-a. U listopadu 1939., bio je upućen u Moskvu, kao predstavnik SKOJ-a u Komunističkoj omladinskoj internacionali (KIM). U Moskvi je nastavio studije na moskovskom Tehničkom fakultetu i radio u organima KIM, kao predstavnik SKOJ-a, a 1942. i 1943. godine, do rasformiranja, kao tajnik KIM-a. Pored rada u KIM-u, bio je i predstavnik KPJ u Kominterni do njenog raspuštanja, 1943. godine.

### Drugi svjetski rat
U vrijeme fašističke agresije na Jugoslaviju 1941. godine, nalazio se u Moskvi. Vlahović je tada pojačao rad na vezama jugoslavenskih komunista i građana s domovinom i radio na popularizaciji narodnooslobodilačkog pokreta.
Po zadatku CK KPJ i Vrhovnog štaba NOPOJ-a, u Moskvi je, 11. studenog 1941. godine, organizirao s Đurom Salajem radiopostaju "Slobodna Jugoslavija". Održavao je vezu s Vrhovnim štabom i dobivao izvještaje iz zemlje, pripremao emisije za radio-postaju, pisao u sovjetskom tisku i ostalo.
U Jugoslaviju se vratio krajem 1944. godine, nakon čega je preuzeo dužnost načelnika Uprave za agitaciju i propagandu Centralnog komiteta Komunističke partije Jugoslavije.
Čitava Veljkova porodica je sudjelovala u NOB-u. Braća Branko i Dušan, su poginuli kao visoki vojni rukovoditelji NOVJ-a, a sestra Dunja i brat Mišo su nositelji Partizanske spomenice 1941. godine. I Veljkova majka Mijojka je također bila aktivna sudionica NOB-a.

### Poslijeratna karijera
Poslije rata, bio je potpredsjednik Vijeća naroda u Narodnoj skupštini FNRJ, predsjednik Odbora za prosvjetu Saveznog izvršnog vijeća, predsjednik Vanjskopolitičkog odbora Narodne skupštine FNRJ, zamjenik ministra vanjskih poslova FNRJ 1951. – 1952.) i direktor "Borbe" (1953. godine).
Bio je član Izvršnog odbora i član Predsjedništva SSRN Jugoslavije (do lipnja 1966.), predsjednik Komisije za međunarodne veze SSRNJ, član Središnjeg odbora SUBNOR Jugoslavije, predsjednik Centralnog odbora Saveza ratnih vojnih invalida Jugoslavije (do listopada 1965.) i član Uprave udruženja španjolskih boraca Jugoslavije.
Za člana CK KPJ (SKJ) biran je od V do X kongresa. Od VII kongresa SKJ bio je član Izvršnog komiteta, a od VIII kongresa do IV plenuma Centralnog komiteta bio je jedan od tajnika CK SKJ. Na IX i X kongresu biran je za člana Predsjedništva CK SKJ. Bio je i predsjednik Gradske konferencije SK Srbije Beograda (ožujak 1968. - ožujak 1970.).
Bio je član Savjeta Federacije SFRJ i rezervni general-major Jugoslavenske narodne armije.
Bio je član (1950.) i šef jugoslavenske delegacije na zasjedanju Generalne skupštine Organizacije ujedinjenih naroda i Član jugoslavenske delegacije na Prvoj konferenciji šefova država ili vlada nesvrstanih zemalja u Beogradu, u rujnu 1961. godine.
U vrijeme svog bogatog političkog rada, Vlahović se bavio općepolitičkim i ideološko-teorijskim pitanjima marksizma-lenjinizma. Objavio je više tekstova i studija o razvoju i ulozi SKJ u socijalističkom samoupravnom društvu i drugim pitanjima. Za njegovu stvarateljsku misao vezani su mnogi dokumenti komunističke partije u čijoj je izradi sudjelovao, kao što je Program Saveza komunista Jugoslavije i platforma za X kongres SKJ. Kao istaknuti teoretičar, revolucionar, sljedbenik i suborac Josipa Broza Tita, imao je veliki autoritet u Jugoslaviji i u revolucionarnom pokretu u svijetu.
Umro je 7. ožujka 1975. godine u Ženevi. Sahranjen je u Aleji velikana na beogradskom Novom groblju. 
Nositelj je Partizanske spomenice 1941. i velikog broja jugoslavenskih i stranih visokih odličja. Ordenom narodnog heroja odlikovan je 27. studenog 1953. godine.

## Vanjske poveznice
- Radoje Pajović: Veljko Vlahović – čovjek koji je Crnu Goru nosio u sebi (Slovo povodom otkrivanja spomen-biste Veljku Vlahoviću na Trmanju, 19. lipnja 2004.)